# Comté de Cherokee (Alabama)
Pour les articles homonymes, voir Comté de Cherokee.
Le comté de Cherokee est un comté des États-Unis, situé dans l'État de l'Alabama.
C'est un dry county.

## Démographie
| 1840  | 1850   | 1860   | 1870   | 1880   | 1890   |
| ----- | ------ | ------ | ------ | ------ | ------ |
| 8 773 | 13 884 | 18 360 | 11 132 | 19 108 | 20 459 |

| 1900   | 1910   | 1920   | 1930   | 1940   | 1950   |
| ------ | ------ | ------ | ------ | ------ | ------ |
| 21 096 | 20 226 | 20 862 | 20 219 | 19 928 | 17 634 |

| 1960   | 1970   | 1980   | 1990   | 2000   | 2010   |
| ------ | ------ | ------ | ------ | ------ | ------ |
| 16 303 | 15 606 | 18 760 | 19 543 | 23 988 | 25 989 |